# Ханива
Ханива (яп. 埴輪, «глиняный круг») — японские керамические скульптуры периода Кофун в виде цилиндрических труб, посуды, животных и людей, которые устанавливались на вершинах курганов — могил древнеяпонских монархов и аристократов. Ханива сосуществовали с другими стилями керамики — Хадзи, Суэ, изделиями культур сацумон и охотской культуры.

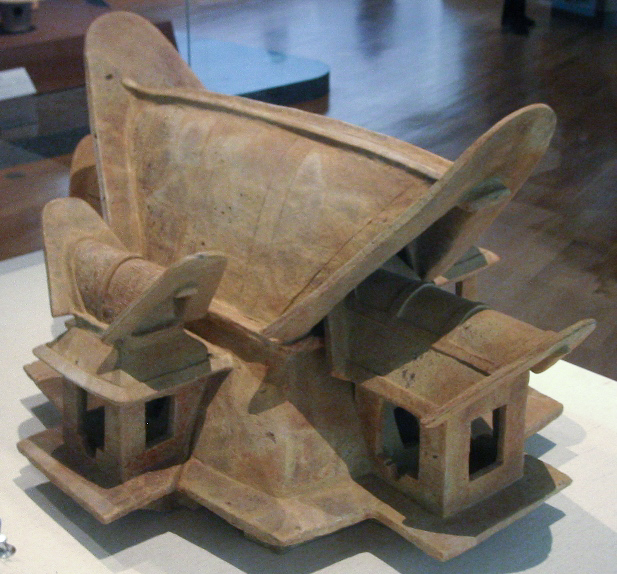
Домоподобная ханива

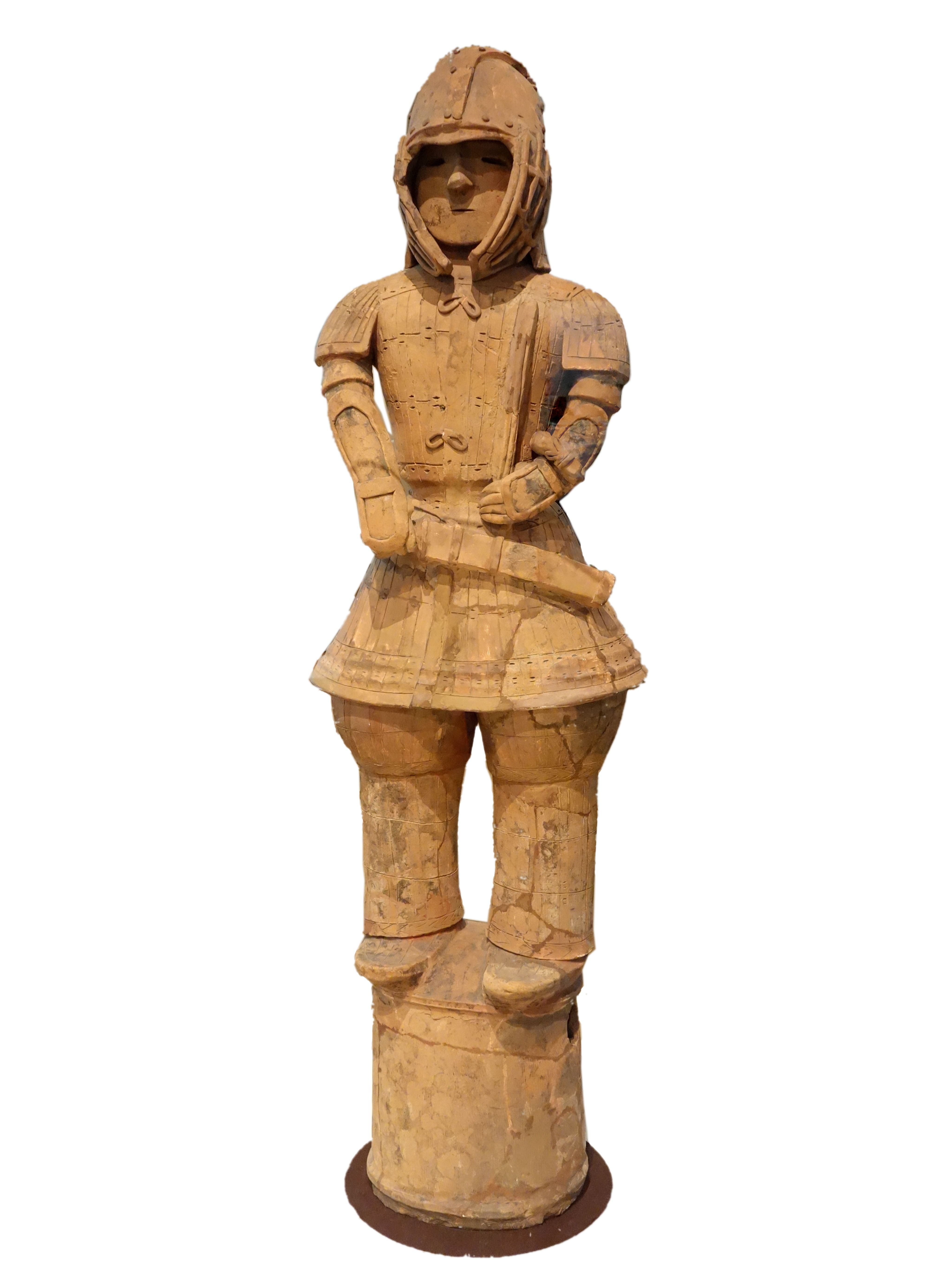
Ханива, изображающая воина в защитном доспехе кэйко; около VI в. нашей эры; высота статуи 131,5 см; Национальная сокровищница Японии

Выделяют две основные группы ханива: цилиндрические и морфоподобные. Самой древней является первая группа — III век. Образцы второй группы появляются в IV веке. Наибольший расцвет ханив приходится на конец VI века — начало VIII века.

## В «Нихон сёки»
В своде «Нихон сёки» приводится следующие описание происхождения ханива. Во время правления императора Суйнина умер его дядя, и в соответствии с древними обычаями вместе с ним живьём похоронили всю его свиту. Ещё в течение нескольких дней окрестности оглашали мучительные вопли умирающих слуг. Суйнину крайне не нравилась такая традиция, поэтому когда скончалась его супруга, он велел сделать глиняные копии её слуг и похоронить с ней статуэтки вместо живых людей. Археологических доказательств этой легенды так и не было найдено, поэтому достоверность этой истории равно как и само существование этого императора ставится историками под сомнение.

## Цилиндрические ханива
Цилиндрические ханива делятся на обычные цилиндрические ханива (яп. 筒形円筒埴輪), которые представляют собой цилиндрическую трубу, а также билетоподобные цилиндрические ханива (яп. 朝顔形円筒埴輪), в верхней части трубы которых прикреплен кувшин с широким горлом. Эти два типа являются основными типами ханива, которые были распространены на протяжении всего периода Кофун, с конца III по VII век. Обычные цилиндрические ханива возникли на основе цилиндрической турбоподобной подставки из обожженной глины, которая устанавливалась на могилах в позднем периоде Яей, во II—III веках, а билетоподобные цилиндрические ханива — на основе таких же подставок, на которые клался кувшин или кувшиноподобные орудия.